# Francesco Severi
Francesco Severi (Arezzo, 13 aprile 1879 – Roma, 8 dicembre 1961) è stato un matematico italiano, fra i maggiori rappresentanti della Scuola italiana di geometria algebrica.

## Biografia e carriera
La sua infanzia fu segnata dalla morte del padre, avvenuta quando aveva nove anni, evento che comportò grosse ripercussioni economiche. Malgrado abbia dovuto guadagnarsi da vivere tenendo lezioni private, riuscì comunque a proseguire gli studi e ad iscriversi al corso di laurea in ingegneria dell'Università di Torino. Tuttavia, principalmente per l'influenza esercitata dall'insegnamento di Corrado Segre, capì subito che la sua vera inclinazione era per la matematica, cambiando quindi indirizzo di studi in tal senso e laureandosi in matematica nel 1900, con una tesi sulla geometria enumerativa, argomento che non abbandonerà nella sua successiva carriera.
Dopo la laurea, sempre a Torino, diventa assistente di Enrico D'Ovidio e, dal 1902 al 1905, tiene, come libero docente, il corso di geometria proiettiva e descrittiva. Successivamente si trasferisce all'Università di Bologna come assistente di Federigo Enriques, quindi all'Università di Pisa, come assistente di Eugenio Bertini. Nel 1904, grazie ai risultati di rilievo da lui ottenuti in geometria enumerativa e in geometria birazionale delle superfici algebriche, ottiene la cattedra di Geometria proiettiva e descrittiva all'Università di Parma. Ma, dopo appena un anno, passa all'Università di Padova, dove tiene vari insegnamenti, divenendo anche direttore della locale Scuola d'Ingegneria.
Nel 1908, durante la cerimonia inaugurale del IV Congresso Internazionale 
dei Matematici tenutosi a Roma, gli viene conferita la Medaglia Guccia.
Con l'entrata dell'Italia nella prima guerra mondiale, Severi si arruola come volontario nell'artiglieria e, per essersi distinto durante il conflitto, avrà diversi riconoscimenti e meriti di guerra.
Nel 1921 viene chiamato all'Università di Roma, alla cattedra di geometria algebrica. Qui, diviene pure rettore nel 1923, carica che lascia nel 1925 in seguito al delitto Matteotti, ma rimanendo comunque dichiaratamente fascista anche dopo l'approvazione delle leggi razziali, distinguendosi anzi per aver impedito l'accesso alla biblioteca dell'Istituto matematico dell'Università di Roma ai professori Castelnuovo, Enriques e Levi-Civita. Dal 1929, fu anche membro dell'Accademia d'Italia e nel 1931 prestò il giuramento di fedeltà al fascismo. Nella sua autobiografia Dalla scienza alla fede (1959), egli riconobbe, guardando retrospettivamente anche ai suoi trascorsi politici del ventennio fascista, che «la matematica è l'arte di dare lo stesso nome a cose diverse: perciò i matematici sbagliano spesso quando si occupano di politica, giacché la politica è invece l'arte di dare nomi diversi alle stesse cose». Nel 1938, è uno dei fondatori dell'Istituto Nazionale di Alta Matematica di Roma, ente di grande prestigio internazionale e di importanza per la matematica italiana, che gli verrà poi intitolato.

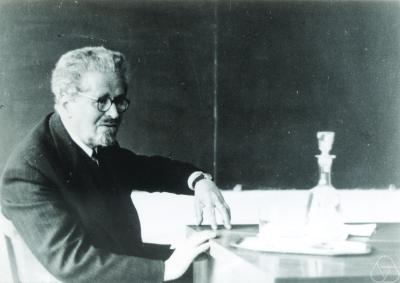
Francesco Severi

I suoi risultati in matematica sono numerosi e quasi tutti di alta levatura. Lascia contributi significativi in geometria enumerativa e in quella proiettiva, nella teoria delle funzioni analitiche di più variabili complesse, in quella delle varietà abeliane e quasi-abeliane, e, soprattutto, in vari settori della geometria algebrica, in particolare riguardanti le proprietà delle superfici e delle varietà algebriche invarianti per trasformazioni birazionali, tema peraltro già affrontato da Guido Castelnuovo e da Federigo Enriques con cui costituirà, assieme ad altri matematici italiani, la Scuola italiana di geometria algebrica, di rinomanza internazionale, che attrasse dall'estero matematici divenuti poi famosi, fra cui Oscar Zariski e André Weil.
Nel corso della sua lunga carriera accademica, ottenne numerosi riconoscimenti tra i quali la Medaglia d'oro dell'Accademia dei XL e, insieme a Federigo Enriques, il Prix Bordin dell'Accademia delle Scienze di Parigi. Fu inoltre socio di numerose accademie italiane e straniere, nonché membro dell'Accademia nazionale dei Lincei dal 1910, e dell'Accademia delle Scienze di Torino dal 1918. Le sue ricerche e i suoi studi, realizzati in più di 400 pubblicazioni scientifiche e numerosi trattati, influiranno notevolmente, e spesso in modo decisivo, sui successivi sviluppi della geometria e dell'analisi.
Va inoltre ricordato l'impegno che egli ha profuso nella didattica, concretizzandola con la stesura e la stampa di numerosi testi di grande valore, completezza e rigore. I suoi rapporti interpersonali furono tuttavia spesso difficili, soprattutto a causa della sua indole, come egli stesso ricorda quando fornirà, della sua vita, un resoconto maturo e distanziato nell'autobiografia Dalla scienza alla fede, scritta nel 1959 dopo la sua conversione al cattolicesimo. Gli sono intitolate molte scuole di vario grado ad Arezzo, Padova, Gioia Tauro, Frosinone, Salerno, Castellammare di Stabia, Milano.

## Opere principali

### Testi, monografie, manuali
- Geometria proiettiva, Gozani, Pisa, 1904 (con successive edizioni e ristampe).
- Complementi di geometria proiettiva, Zanichelli, Bologna, 1906.
- Lezioni di geometria algebrica, Angelo Draghi, Padova, 1908.
- Lezioni di geometria descrittiva, 7 voll., a cura di A. Comessatti, La Litotipo, Padova, 1915.
- Lezioni di geometria analitica, La Litotipo, Padova, 1920.
- Lezioni di geometria proiettiva, La Litotipo, Padova, 1920.
- Vorlesungen über die algebraische geometrie, Teubner, Leipzig-Berlin, 1921 (con successive edizioni).
- Trattato di geometria algebrica, Vol. I, Zanichelli, Bologna, 1926.
- Elementi di geometria, 2 voll., Vallecchi, Firenze, 1927.
- Conferenze di geometria algebrica, a cura di B. Segre, Stab. Tipo-litografico del Genio Civile, Roma, 1933.
- Lezioni di analisi matematica, 3 voll., Zanichelli, Bologna, 1933 (con successive edizioni).
- Funzioni quasi abeliane, ex Aedibus Academicis, Città del Vaticano, 1947 (con successive edizioni).
- Introduzione alla geometria algebrica, a cura di A. Andreotti e M. Benedicty, Docet, Roma, 1947.
- Fondamenti di geometria algebrica, CEDAM, Padova, 1948.
- Leonardo, Edizioni Studium, Roma, 1954.
- Lezioni sulle funzioni analitiche di più variabili complesse, CEDAM, Padova, 1957.
- Geometria dei sistemi algebrici sopra una superficie e sopra una varietà algebrica, Cremonese, Roma, 1958.
- Dalla scienza alla fede, Pro civitate cristiana, Assisi (PG), 1959.

### Alcuni articoli pubblicati suScientia
- Ipotesi e realtà nelle scienze geometriche, Scientia: rivista internazionale di sintesi scientifica, 8, 1910, pp. 1–29
- Esame delle obiezioni d'ordine generale contro la relativita del tempo, Scientia: rivista internazionale di sintesi scientifica, 37, 1925, pp. 77–86
- Elementi logici e psicologici dei principi di relatività, Scientia: rivista internazionale di sintesi scientifica, 37, 1925, pp. 1–10
- Materia e causalità, energia e indeterminazione, Scientia: rivista internazionale di sintesi scientifica, 81, 1947, pp. 49–59
- Leonardo e la matematica, Scientia: rivista internazionale di sintesi scientifica, 88, 1953, pp. 41–44
- I fondamenti logici della relatività, Scientia: rivista internazionale di sintesi scientifica, 90, 1955, pp. 277–282
- La matematica nella prima metà del secolo XX, Scientia: rivista internazionale di sintesi scientifica, 92, 1957, pp. 20–26

### Alcune recensioni
- (FR)  Albert Einstein, L'ether et la theorie de la relativité, Scientia: rivista internazionale di sintesi scientifica, 91, 1956, pp. 42–43
- (FR)  Eric Temple Bell, Les mathematiques reines et servantes des sciences, Scientia: rivista internazionale di sintesi scientifica, 90, 1955, pp. 371–372
- (FR)  Nikolaus Von Cues, Die Mathematische Schriften, Scientia: rivista internazionale di sintesi scientifica, 89, 1954, pp. 34–34
- (FR)  Ludovico Geymonat, Saggi di Filosofia neorazionalista, Scientia: rivista internazionale di sintesi scientifica, 89, 1954, pp. 176–176
- (FR)  Norbert Wiener, Introduzione alla cibernetica, Scientia: rivista internazionale di sintesi scientifica, 88, 1953, pp. 312–313
- Eric Temple Bell, I grandi Matematici, Scientia: rivista internazionale di sintesi scientifica, 86, 1951, pp. 183–184
- Recensione a Richard Courant e Herbert Robbins, Che cos'è la matematica?, Scientia: rivista internazionale di sintesi scientifica, 86, 1951, pp. 278–279
- (FR)  Gottlob Frege, Aritmetica e Logica, Scientia: rivista internazionale di sintesi scientifica, 84, 1949, pp. 144–144